# 24 Hores de Montjuïc 1962
L'edició de 1962 de les 24 Hores de Montjuïc fou la 8a d'aquesta prova, organitzada per la Penya Motorista Barcelona al Circuit de Montjuïc el cap de setmana del 7 i 8 de juliol. Era la segona prova de la Copa FIM de resistència d'aquell any.

## Classificació general
| Posició | Dorsal | Pilot 1               | Pilot 2             | Motocicleta | Voltes | Km        | Km/h   |
| ------- | ------ | --------------------- | ------------------- | ----------- | ------ | --------- | ------ |
| 1       | 32     | Ricard Fargas         | Enzo Rippa          | Ducati 250  | 591    | 2.243,722 | 93.488 |
| 2       | 48     | Howard German         | Peter Darvill       | Velocette   | 581    | 2.203,446 | 91,810 |
| 3       | 21     | José Medrano          | Ramiro Blanco       | Bultaco     | 578    | 2.192,406 | ?      |
| 4       | 4      | "Japonès"             | Antoni Del Castillo | Bultaco     | 561    | 2.129,19  | 88,713 |
| 5       | 12     | Lluís Sagnier         | Ramon Aixemeno      | Ducati      | 547    | 2.076,740 | ?      |
| 6       | 6      | Manuel Traver         | Andreu Magaz        | Bultaco     | 539    | 2.046,464 | ?      |
| 7       | 11     | Josep Maria Viladegut | "Nervo"             | Montesa     | 511    | 1.940,153 | ?      |
| 8       | 22     | Angel Molina          | R. Colominas        | Bultaco     | 508    | 1.925,650 | ?      |
| 9       | 2      | Pere Julià            | Josep Mas           | Bultaco     | 473    | 1.795,032 | ?      |
| 10      | 1      | Germà Cabrera         | Joan Pelfort        | Bultaco     | 460    | 1.746,964 | ?      |

### Per marques
| Posició | Marca   | Punts |
| ------- | ------- | ----- |
| 1       | Bultaco | 8     |
| 2       | Ducati  | 5     |
| 3       | Montesa | 3     |

## Guanyadors per categories

El Circuit de Montjuïc

| Categoria | Pilot 1       | Pilot 2             | Motocicleta | Voltes | Km        | Km/h   |
| --------- | ------------- | ------------------- | ----------- | ------ | --------- | ------ |
| 125 cc    | "Japonès"     | Antoni Del Castillo | Bultaco     | 561    | 2.129,19  | 88,713 |
| 250 cc    | Ricard Fargas | Enzo Rippa          | Ducati      | 591    | 2.243,722 | 93.488 |
| Superior  | Howard German | Peter Darvill       | Velocette   | 581    | 2.203,446 | 91,810 |

## Trofeus addicionals
| Trofeu                                       | Guanyador                           | Punts |
| -------------------------------------------- | ----------------------------------- | ----- |
| Trofeu Juan Antonio Samaranch                | Ricard Fargas - Enzo Rippa          | 69    |
| Trofeu Conrado Cadirat per equips de marca   | Ducati                              | 6     |
| VIII Trofeu "Centauro" de El Mundo Deportivo | Ducati (Ricard Fargas - Enzo Rippa) | -     |